# Кальниболотське сільське поселення
Калниболотское сільське поселення — муніципальне утворення у складі Новопокровського району Краснодарського краю Росії.
У межах адміністративно-територіального устрою Краснодарського краю йому відповідає Кальниболотський сільський округ.
Адміністративний центр — Станиця Кальниболотська.

## Населення
| Чисельність населення | 2002 | 2010  | 2012  | 2013  | 2014  | 2015  | 2016  | 2017  | 2018  | 2019  | 2020  | 2021  | 2023  |
| --------------------- | ---- | ----- | ----- | ----- | ----- | ----- | ----- | ----- | ----- | ----- | ----- | ----- | ----- |
|                       | 6745 | ↘5924 | ↘5852 | ↘5784 | ↘5751 | ↗5754 | ↘5751 | ↘5742 | ↘5734 | ↘5701 | ↗5723 | ↘5624 | ↘5581 |

## Населені пункти
До складу сільського поселення (сільського округу) входять 3 населені пункти:
| № | Населений пункт  | Тип населеного пункту | Населення (чол.) |
| - | ---------------- | --------------------- | ---------------- |
| 1 | Балка Грузька    | хутір                 | ↘108             |
| 2 | Кальниболотська  | станиця               | ↘5422            |
| 3 | Красний Посьолок | хутір                 | ↘94              |